# Хуші
Хуші (рум. Huși) — місто у повіті Васлуй в Румунії, що має статус муніципію.
Місто розташоване на відстані 291 км на північний схід від Бухареста, 25 км на схід від Васлуя, 64 км на південний схід від Ясс, 138 км на північ від Галаца.

## Населення
За даними перепису населення 2002 року у місті проживали 29 510 осіб.
Національний склад населення міста:
| Національність | Кількість осіб | Відсоток |
| -------------- | -------------- | -------- |
| румуни         | 29349          | 99,5%    |
| цигани         | 129            | 0,4%     |
| євреї          | 13             | < 0,1%   |
| угорці         | 9              | < 0,1%   |
| італійці       | 4              | < 0,1%   |
| українці       | 2              | < 0,1%   |
| греки          | 2              | < 0,1%   |
| німці          | 1              | < 0,1%   |

Рідною мовою назвали:
| Мова       | Кількість осіб | Відсоток |
| ---------- | -------------- | -------- |
| румунська  | 29492          | 99,9%    |
| угорська   | 9              | < 0,1%   |
| циганська  | 3              | < 0,1%   |
| італійська | 3              | < 0,1%   |
| українська | 1              | < 0,1%   |
| грецька    | 1              | < 0,1%   |

Склад населення міста за віросповіданням:
| Релігія            | Кількість осіб | Відсоток |
| ------------------ | -------------- | -------- |
| православні        | 23580          | 79,9%    |
| римо-католики      | 5826           | 19,7%    |
| адвентисти         | 21             | 0,1%     |
| греко-католики     | 14             | < 0,1%   |
| юдеї               | 13             | < 0,1%   |
| бретрени           | 12             | < 0,1%   |
| п'ятдесятники      | 11             | < 0,1%   |
| не релігійні       | 4              | < 0,1%   |
| унітарії           | 3              | < 0,1%   |
| атеїсти            | 3              | < 0,1%   |
| реформати          | 1              | < 0,1%   |
| баптисти           | 1              | < 0,1%   |
| не вказали релігію | 1              | < 0,1%   |

## Відомі особистості
В поселенні народився:
- Антон Холбан (1902—1937) — румунський прозаїк, драматург.

## Зовнішні посилання
- Дані про місто Хуші на сайті Ghidul Primăriilor [Архівовано 20 вересня 2012 у Wayback Machine.]